# Azurara (Vila do Conde)
Azurara ist eine Gemeinde im Nordwesten Portugals, die zum Stadtbezirk (Concelho) von Vila do Conde im Distrikt Porto gehört. 
Azurara gehört zum Kreis Vila do Conde, besitzt eine Fläche von 2,2 km² und hat 2367 Einwohner. (Stand 19. April 2021)

## Ortslage
Azurara liegt am Westufer des Rio Ave unmittelbar vor dessen Mündung in den Atlantik. Mit dem Stadtzentrum von Vila do Conde ist Azurara durch eine Brücke über den Ave verbunden. Azurara ist insofern heute die südliche Vorstadt von Vila do Conde.

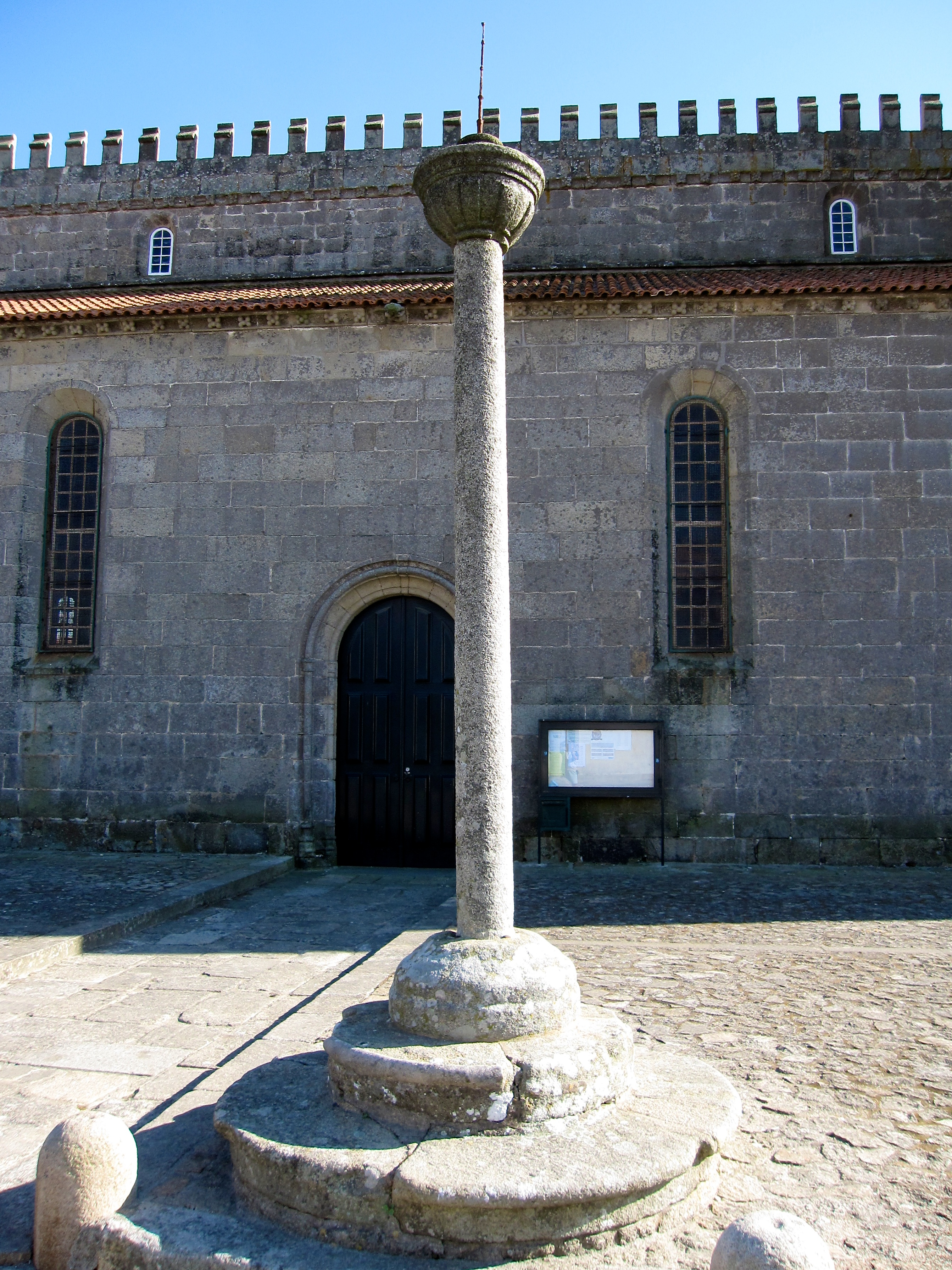
Der Pelourinho von Azurara

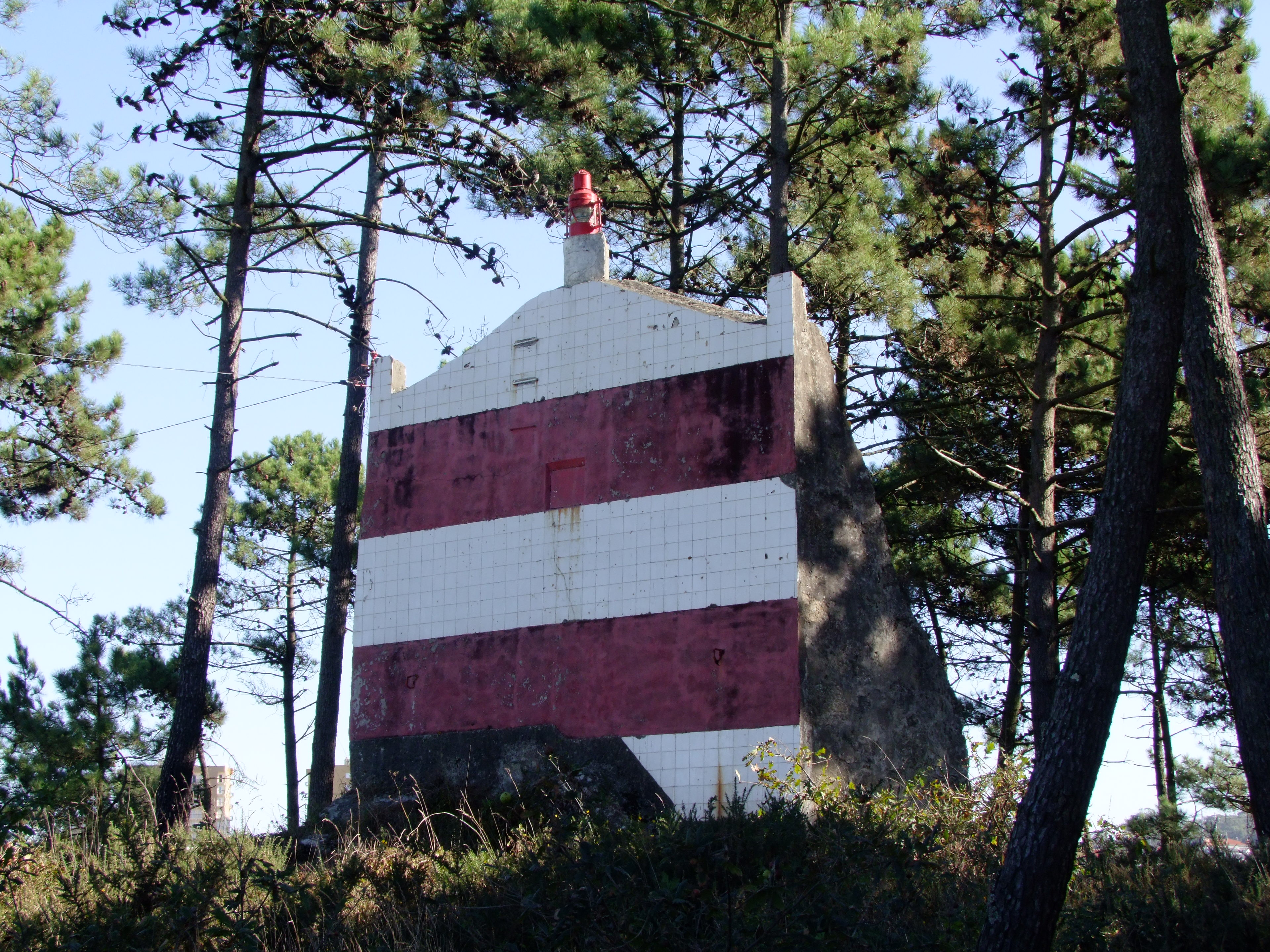
Das Leuchtfeuer in den Dünen von Azurara

## Söhne und Töchter des Ortes
- Gomes Eanes de Azurara (* um 1410–1474), Historiker